# Ageas
Ageas er et belgisk multinationalt forsikringsselskab med hovedkvarter i Bryssel. Ageas er Belgiens største forsikringsselskab, og de driver forretning i 14 lande. Virksomheden der før hed Fortis Holding, fik sit nuværende navn i 2010. I 2020 var der 45.000 ansatte.